# Auriscalpium
Auriscalpium is een geslacht van schimmels behorend tot de familie Auriscalpiaceae. Het geslacht is in 1821 beschreven door de mycoloog Samuel Frederick Gray. De typesoort is Auriscalpium vulgare (Oorlepelzwam).

## Soorten
Volgens Index Fungorum bevat het geslacht de volgende elf soorten (peildatum maart 2023):
| Soortnaam                           | Auteur(s)                 | Publicatiejaar |
| ----------------------------------- | ------------------------- | -------------- |
| Auriscalpium andinum                | (Pat.) Ryvarden           | 2001           |
| Auriscalpium barbatum               | Maas Geest.               | 1978           |
| Auriscalpium dissectum              | Maas Geest. & Rammeloo    | 1979           |
| Auriscalpium fimbriatoincisum       | (Teng) Maas Geest.        | 1966           |
| Auriscalpium gilbertsonii           | Ryvarden                  | 2001           |
| Auriscalpium luteolum               | (Fr.) P. Karst.           | 1879           |
| Auriscalpium microsporum            | P.M. Wang & Zhu L. Yang   | 2019           |
| Auriscalpium orientale              | P.M. Wang & Zhu L. Yang   | 2019           |
| Auriscalpium umbella                | Maas Geest.               | 1971           |
| Auriscalpium villipes               | (Lloyd) Snell & E.A. Dick | 1958           |
| Auriscalpium vulgare (Oorlepelzwam) | Gray                      | 1821           |